# Ferdinand Alexander Porsche
Ferdinand Alexander Porsche (11 de diciembre de 1935 - Salzburgo, 5 de abril de 2012), más conocido como Butzi Porsche, fue un ingeniero alemán, conocido por ser el hijo de Ferry Porsche, nieto de Ferdinand Porsche y por ser el diseñador del primer Porsche 911.

## Biografía
Ferdinand Alexander paso buena parte de su infancia correteando por las oficinas de diseño y por los talleres de montaje de su abuelo por lo que tuvo un apego al mundo automovilístico ya desde niño.   Estudió en la Escuela de diseño de Ulm. En 1958 entró a formar parte de la oficina de diseño de Porsche y en 1962 asumió el cargo de Jefe de Diseño, creando un gran revuelo un año después con la presentación del 911. También diseñó coches de competición como el 804  o  el 904 Carrera GTS. En 1971 abandonó la primera línea directiva de la empresa al convertirse Porsche en una sociedad anónima: Porsche AG. En 1972 fundó en Stuttgart el "Centro de Diseño de Porsche". La oficina de diseño ha sido una actividad que le ha reportado a la firma un gran prestigio realizando estudios y diseños también para otros fabricantes automovilísticos y que incluso en momentos de dificultades económicas ha sido un importante pilar para conseguir el saneamiento de las cuentas.
Durante su vida le otorgaron muchísimos premios y reconocimientos por su trabajo como diseñador y por sus sobresalientes diseños.   En 1999 el gobierno austriaco le concedió el título de Profesor.  Hasta casi sus últimos años siempre estuvo vinculado a la firma, llegando a ser hasta 1993 Presidente del Consejo de Supervisión de Porsche AG.

## Proyecto Porsche 911
Butzi se encargó del diseño del 911 junto a Erwin Komenda supervisados por su padre Ferry Porsche, quien por aquel entonces era Presidente de la Compañía; el proyecto arrancó sobre la base de la configuración del Porsche 356, que a su vez había sido diseñado por su padre, aunque con la diferencia que el 911 finalmente se configuró como un 2+2 plazas en lugar de las 4 que tenía el modelo 356 y el proyecto del 911 arrancó ya con un motor de 6 cilindros en lugar de 4.
El modelo fue presentado en el salón de Frankfurt en 1963 y el coche fue un éxito rotundo,  se lleva fabricando ininterrumpidamente desde entonces y existen 8 generaciones del modelo, manteniendo incluso hoy en día la arquitectura y diseño de la versión inicial.  En el año 2017 se fabricó la unidad 1 millón,  cifra nada desdeñable tratándose de un coche deportivo de alta gama.
Se trata de un diseño de coche muy curioso ya que en el mundo de la competición debido a su configuración puede ser considerado como la antítesis de cómo debe ser un coche deportivo por el hecho de tener el motor en voladizo por detrás del eje trasero e incorporar un motor bóxer refrigerado por aire. Sin embargo los aciertos en el diseño al lograr un eficiente reparto de pesos, la configuración de su suspensión, poseer un centro de gravedad muy bajo y el esquema de su batalla combinada con la anchura de sus ejes hacen que sea un vehículo muy estable con un comportamiento dinámico excelente y con un paso por curva muy rápido. De hecho en la última generación, lo único que ha cambiado desde la arquitectura original es que el motor ha pasado a ser refrigerado por líquido, aunque ya se está empezando a hablar de la aparición de versiones híbridas.